# Казелете
Казелѐте (на италиански: Caselette; на пиемонтски: Cas'lete, Казълете) е малък град и община в Метрополен град Торино, регион Пиемонт, Северна Италия. Разположен е на 405 m надморска височина. Към 1 яануари 2020 г. населението на общината е 3041 души, от които 149 са чужди граждани.